# ورزش در ایتالیا
ورزش در ایتالیا سنت دیرینه‌ای دارد. در ورزش‌های متعددی، چه فردی و چه تیمی، ایتالیا نمایندگی خوب و موفقیت‌های بسیاری دارد. پرطرفدارترین ورزش در ایتالیا فوتبال است. تیم ملی فوتبال ایتالیا یکی از موفق‌ترین تیم‌های دنیا با چهار قهرمانی در جام جهانی (۱۹۳۴، ۱۹۳۸، ۱۹۸۲ و ۲۰۰۶) است.